# Cerro Ciénaga Grande
Cerro Ciénaga Grande är ett berg i Argentina. Det ligger i provinsen Salta, i den norra delen av landet. Toppen på Cerro Ciénaga Grande är 6 030 meter över havet.
Den högsta punkten i närheten är Morro del Quemado, 6 147 meter över havet, 12,8 km söder om Cerro Ciénaga Grande.
Trakten runt Cerro Ciénaga Grande består i huvudsak av kala bergstoppar och snötäckta ytor.